# Donorojo
 (juillet 2025).
Si vous disposez d'ouvrages ou d'articles de référence ou si vous connaissez des sites web de qualité traitant du thème abordé ici, merci de compléter l'article en donnant les références utiles à sa vérifiabilité et en les liant à la section « Notes et références ».
Donorejo est une ville d'Indonésie, dans le kabupaten de Pacitan dans la province de Java oriental. Elle est située à la limite avec le territoire spécial de Yogyakarta, à 35 km à l'ouest de la ville de Pacitan.
Donorojo est réputée en Indonésie pour sa tradition de taille de l'agate, qu'on trouve en abondance dans la région.

## Culture et tourisme

### Lewayang beber
Donorojo est également connue comme étant un des derniers endroits où l'on maintient une ancienne forme du théâtre d'ombre, le wayang beber (« wayang déroulé »). Au lieu d'utiliser des figurines de cuir plates comme le wayang kulit, le dalang, ou montreur, récite une histoire peinte sur un long rouleau qu'il déroule progressivement scène par scène. Les personnages et les événements apparaissent graduellement par le côté droit, tandis qu'on enroule la partie déjà récitée à gauche. On peut encore voir des rouleaux anciens à Donorejo. Ils sont considérés comme sacrés et ne peuvent être ouverts qu'à certaines occasions, dans le cadre de cérémonies particulières.

### La cérémonie du Ceprotan
La cérémonie du Ceprotan se tient chaque année, un lundi ou un vendredi du mois javanais de Dulkangidah, dans le village de Sekar. Cette cérémonie commémore la légende de la déesse Sekartaji et du héros Panji Asmorobangun, que l'on honore à travers par un "bersih desa" ou "nettoyage du village", rituel de purification par lequel on rend hommage, d'une part au fondateur mythique, d'autre part aux esprits tutélairess du village. La cérémonie commence par des prières. Elle est suivie par la danse de Ki Godek et Dewi Sekartaji. Enfin, le Ceprotan proprement dit consiste en un lancer de noix de coco vertes par des jeunes gens, qui en font gicler le lait dans les airs en signe de purification.

### Danses
- Jaranan enem
- Danse Oklik ou Oglor.

### Plages et autres lieux
Parmi les endroits à visiter, on trouve :
- La plage de Klayar,
- La plage de Watu Karung,
- La grotte de Kalak.